# Torquetum

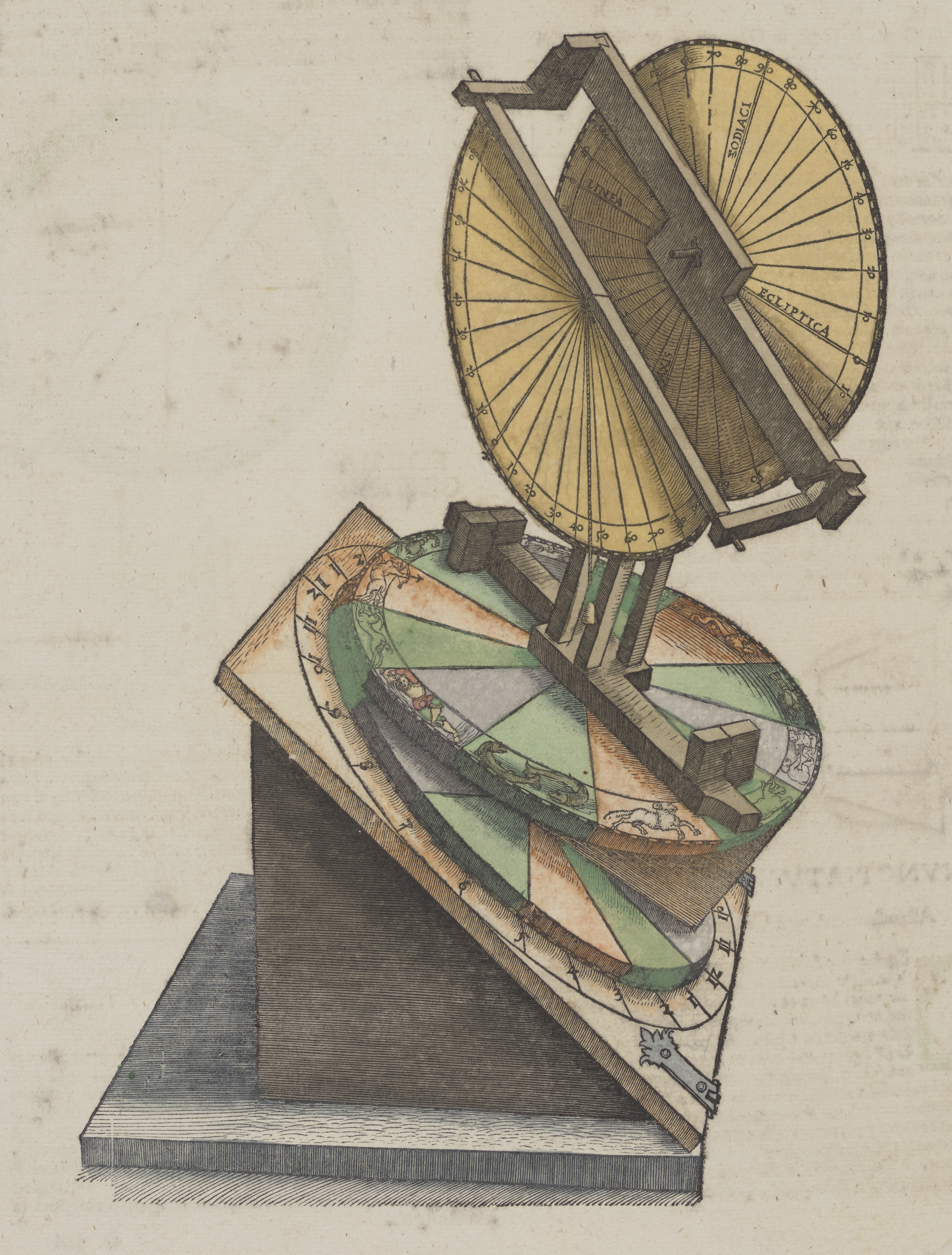
Torquetum – ilustracja z Astronomicum Caesareum Petera Apianusa (1540)

Torquetum – dawny przyrząd astronomiczny. Umożliwiał pomiary współrzędnych ciał niebieskich w trzech układach: horyzontalnym, równikowym i ekliptycznym oraz umożliwiał konwersję pomiędzy tymi układami bez wykonywania dodatkowych obliczeń.
Najwcześniejsze opisy torquetum sporządzili Bernardus de Virduno w Tractus super totum astrologium (dokładna data napisania tego dzieła nie jest znana) oraz Franco de Polonia w swoich manuskryptach, z których najwcześniejszy znany pochodzi z 1284. Prekursorem torquetum był instrument, który w XII wieku opisał arabski astronom Dżabir Ibn Aflach.
Jedne z najbardziej znanych opisów i ilustracji przedstawiających torquetum pochodzą z dzieł Petera Apianusa z 1532 i 1540 roku.
Najstarsze instrumenty tego typu, które przetrwały do czasów dzisiejszych pochodzą z XV wieku.